# Thord Palmlund
Thord Gustav Palmlund, född 10 maj 1931 i Lund, död 2024 i New York, var en svensk ämbetsman. Han var generaldirektör för Statens Invandrarverk 1980–1988 och därefter anställd som FN-tjänsteman vid FN:s utvecklingsprogram 1988–2007. 
Palmlund växte upp på landsbygden i Skåne och studerade vid Lunds universitet, där han blev filosofie licentiat. Han var ordförande i Lunds studentkår 1960. Inom ramen för International Student Conference (ISC) medverkade han 1961 i grundandet av International University Exchange Fund (IUEF) som finansierade studier för flyktingar från Södra Afrika.

## Inom den svenska förvaltningen
Palmlund arbetade inom det svenska biståndet 1963–1980, först vid SIDA (Swedish International Development Authority) och dess föregångare NIB (Nämnden för internationellt bistånd) med fokus främst på södra Afrika och sedan som representant för SIDA i Pakistan, där samarbetet bland annat omfattade familjeplanering, yrkesutbildning och aspekter av den gröna revolutionen. Från 1970 hörde han till utrikesdepartementets avdelning för internationellt bistånd (U-avdelningen) med ansvar inom det bilaterala biståndet. Han blev statssekreterare för internationellt utvecklingssamarbete 1978.
Från 1980 till 1987 var han ordförande och generaldirektör för Statens Invandrarverk, som hade ansvar för invandring, inklusive flyktingmottagning, och medborgarskap. Antalet asylsökande ökade betydligt under denna period, vilket orsakade debatt.  För att fullgöra sitt ansvar för det växande antalet asylsökande, inledde Invandrarverket ett omfattande samarbete med ett flertal av landets kommuner, vilket omfattade mottagande av de asylsökande, inklusive bostäder, och samtidigt avsåg att motverka den pågående koncentrationen av invandrare till förorter kring ett fåtal städer. 

## Inom Förenta Nationerna
År 1988 började Palmlund arbeta för Förenta Nationerna i New York. Han var verksam vid UNDP (United National Development Programme), där han var ansvarig för The Management Development Programme,  som startats för att förstärka FN:s stöd till länder som begärde hjälp med reformer av sina offentliga förvaltningar. I början av 1990-talet blev programmet en del av organisationens enhet för governance. Sedan 1996 var Palmlunds arbete inriktat på mänskliga rättigheter och dess integration i utvecklingsprocessen inom ramen för generalsekreterare Kofi Annans reform av Förenta Nationerna.
I samarbetet med OHCHR (The Office of the High Commission for Human Rights) svarade Palmlund för genomförandet av HURIST (Human Rights Strengthening) under perioden 1999–2005. Detta program etablerades för att stärka mänskliga rättigheter i samarbetet mellan UNDP:s fältkontor och värdländerna.
Palmlund representerade UNDP i Action 2-programmet, FN-systemets särskilda initiativ för att förstärka mänskliga rättigheter i organisationens verksamhet i utvecklingsländerna.
Till biografin Hammarskjöld, A Life (2013) av Roger Lipsey bidrog Palmlund med översättningar, material ur svenska källor och textgranskning främst rörande svenska aspekter av verket.
Det första världskriget och Karlfeldts diktning, som är ett kapitel ur Palmlunds licentiatavhandling, publicerades 1980 av Karlfeldt-Samfundet.

## Familj
Han var gift första gången 1960–1972 med Ingar Lundberg, andra gången 1975–1994 med Catherine von Heidenstam  och i tredje äktenskapet från 1999 till sin död gift med Susy Brandwayn. Han fick barnen Andreas och Karin Palmlund i första giftet och Jonas och Petter von Heidenstam i andra äktenskapet.